# Marguerite Viala
Pour les articles homonymes, voir Viala.
Marguerite Viala, né le 29 novembre 1919 à Sétif (Algérie française, aujourd'hui au Algérie) et décédée le 30 janvier 2005 à Gramat, est une personnalité française du handball féminin.

## Biographie
Marguerite Viala fait partie de la promotion 1944-1946 de l'École normale supérieure d'éducation physique (ENSEP) et devient professeur au Collège Jean Bert
Elle est tout d'abord une joueuse de basket-ball de l'US Métro, championne de France 1947 et est une pionnière de la section handball de l'US Métro. Elle marque notamment le but décisif en demi-finale du Championnat de France à sept 1952-1953. En 1954, elle quitte l'US Métro et crée le CSA Molière. Elle est sélectionnée à 7 reprises en équipe de France (4 fois en handball à 11 et 3 fois en handball à 7) de juin 1950 à décembre 1956.  En 1958, elle devient professeur à l'ENSEP, tout en poursuivant sa carrière sportive.
Elle est sélectionneuse de l'équipe de France féminine de handball en 1960. Elle met un terme à sa carrière de joueuse et d'entraîneuse en 1973 à l'Étoile sportive colombienne.
Elle quitte l'ENSEP en 1973 pour rejoindre la direction technique nationale de la Fédération française de handball, qu'elle quitte en 1977.
Elle est la présidente du comité d'organisation du Championnat du monde C féminin de handball 1988.